# Бульба Лідія-Ярослава Степанівна
Лідія-Ярослава Степанівна Бульба (з дому — Сос; нар. 4 грудня 1921, м. Чортків, Тернопільське воєводство, Польська Республіка) — українська піаністка, педагог. 

## Життєпис
Закінчила Вищий музичний інститут імені Миколи Лисенка у Львові.
Від 1944 року — в Австрії, акомпанувала хору «Думка».
У 1949 році виїхала до США; працювала з хорами «Кобзар» і «Прометей» у «Театрі у п'ятницю», диригентом школи святого Миколая в м. Філадельфія.